# Danuta Zalewska
Danuta Zalewska – polska socjolożka, doktor habilitowany Uniwersytetu Wrocławskiego.

## Zainteresowania
Zainteresowana jest przede wszystkim socjologią nauki i wiedzy, techniki oraz kultury. Była doradcą merytorycznym ds. realizacji ustawy o ochronie zdrowia psychicznego przy Wojewódzkim Zespole Pomocy Społecznej we Wrocławiu.  Od 2002 do 2004 prezeska zarządu Wspólnoty Roboczej Związków Organizacji Socjalnych WRZOS. Współpracowała m.in. z Academia Română w Bukareszcie, Uniwersytetem Karoliny Północnej (USA) i Uniwersytetem Kłajpedzkim (Litwa).
Badała m.in. taką problematykę jak: stereotypy osób homoseksualnych, piastowanie przez kobiety stanowisk kierowniczych, świadomość potoczną (w tym pojęcie normalności i nienormalności w tej świadomości), czy emigrację polską w Berlinie w XIX i XX wieku. 

## Monografie i redakcje prac zbiorowych
- 2013, Zbuntowana generacja,
- 2012, Socjologia techniki i ekologii,
- 2011, Kulturowe czynniki zmiany społecznej,
- 2010, Limits of Knowling The Future,
- 2009, Granice poznania przyszłości,
- 2005, Dyskryminacyjna funkcja państwa[2].